# Rozenkransje
Het rozenkransje (Antennaria dioica) is een vaste plant die behoort tot de composietenfamilie (Compositae oftewel Asteraceae). De soort staat op de Nederlandse Rode Lijst van planten als zeer zeldzaam en zeer sterk afgenomen. Deze plant is in Nederland wettelijk beschermd sinds 1 januari 2017 door de Wet Natuurbescherming. De plant komt voor in de gematigde streken van het noordelijk halfrond en wordt ook in de siertuin gebruikt.
De plant wordt 5–15 cm hoog en heeft rozetdragende uitlopers. De bovenzijde van de bladeren is groen en de onderkant witviltig behaard. De vorm van de wortelbladeren is spatelvormig en die van de stengelbladeren lancet- tot lijnvormig.
Het rozenkransje bloeit in mei en juni. De bloeiwijze is een gevorkt bijscherm. De bloemstengel is onvertakt en draagt twee tot acht bloemhoofdjes. De planten komen in groepjes voor, die uit vrouwelijke, mannelijke of zowel vrouwelijke als mannelijke planten kunnen bestaan. De vrouwelijke hoofdjes zijn meestal roze en de mannelijke meestal wit van kleur. De omwindselblaadjes zijn bovenin lintbloemachtig. De hoofdjes bestaan enkel uit buisbloempjes.
De vrucht is een nootje.

## Ecologie
De plant komt voor tussen kort gras en heide op droge, vrij voedselarme grond.

### Plantengemeenschap
Rozenkransje is een kensoort voor het verbond van heischrale graslanden (Violion caninae).

## Medicinaal gebruik
De plant wordt soms bij de behandeling van bronchitis en galblaasaandoeningen gebruikt.

## Namen in andere talen
- Duits: Katzenpfötchen
- Engels: Catsfoot, Pussy toes
- Frans: Pied-de-chat